# Godofredo de Monmouth
Godofredo de Monmouth o Geoffrey de Monmouth (en galés: Gruffudd ap Arthur o Sieffre o Fynwy; latinizado como Galfridus Monemutensis, Galfridus Arturus o Galfridus Artur; c. 1090-1155) fue un clérigo escritor y uno de los principales personajes en el desarrollo de la materia de Bretaña y responsable en la expansión y notoriedad de los relatos sobre el rey Arturo.

## Biografía
Si bien su lugar de nacimiento es desconocido, se conjetura que podría haber nacido en Monmouth (Gales) y que su ascendencia fuera bretona. Ciertamente poseía importantes lazos de unión con Monmouth, como su nombre sugiere, y lo certifican las exactas descripciones de Caerleon en su Historia Regum Britanniae, por lo que estaba muy familiarizado con esta región. Su padre se llamaba Arthur, lo cual resulta casi premonitorio.
Se ignora dónde se formó, pero pudo ser en los Estudios Generales o en la Escuela Catedralicia de Oxford, donde conoció a su archidiácono Walter, quien llegó a ser su principal amistad. Desde aproximadamente 1129 hasta 1150 sirvió como canónigo agustino secular de la escuela de San Jorge del castillo de Oxford y fue su profesor, todavía no se había fundado la famosa universidad. Se encuentra su nombre entre 1129 y 1152 en seis cédulas diferentes relacionadas con fundaciones religiosas de o cerca de Oxford, en las que actúa como testigo y en dos firma como magister, lo que revela su condición de docente, sin duda en el Colegio de Saint George donde acaso él mismo pudo haber sido educado.
El 21 de febrero de 1152, el arzobispo Theobald consagró a Geoffrey como obispo de Saint Asaph, en Gales del Norte, en Lambeth, tras haberlo ordenado sacerdote diez días antes en Westminster. Las crónicas galesas certifican su fallecimiento en 1155, probablemente en Oxford, si bien en 1153 se hallaba en Londres para firmar como testigo en la Carta de Westminster del rey Esteban que preparaba la venida al trono de Enrique II Plantagenet.
Durante su estancia en Oxford, Geoffrey escribió en latín tres obras, o al menos son sólo tres obras las que han llegado hasta nosotros: las Prophetiae Merlini ("Profecías de Merlín") las escribió antes de 1135, a petición de su superior eclesiástico, Alejandro, obispo de Lincoln. Hacia 1136, y en todo caso no antes de diciembre de 1135 ni después de 1138 o 1139, completa la más importante de sus obras, que incorpora la anterior, la Historia Regum Britanniae, dedicada a Roberto, duque de Gloucester, hijo natural de Enrique I, y a Galeran IV conde de Meulan (1104-1165), hijo de Robert de Beaumont. La Vita Merlini ("Vida de Merlín") es la tercera y última obra de Geoffrey, un poema de 1526 hexámetros terminado en 1148 o poco después. Va dedicado a Robert de Chesney, colega de Geoffrey en el colegio oxoniense de Saint George y sucesor de Alejandro en el obispado de Lincoln (1148-1167).

## Obras
Godofredo de Monmouth escribió varios libros. El primero en aparecer fue Prophetiae Merlini (Las profecías de Merlín), escrito probablemente antes de 1135, es considerado el primer libro sobre el famoso mago, escrito en otra lengua que no fuera la galesa. Antes de este libro, el mago Merlín era conocido como "Myrddin". Las profecías contenidas en este libro, fueron tomadas muy en serio y citadas inclusive tres siglos después. Las profecías, que en un principio se publicaron de forma independiente, fueron incorparadas posteriormente a la redacción de la Historia Regum Britanniæ.
El siguiente libro fue la Historia Regum Britanniæ (Historia de los reyes de Bretaña), su trabajo más conocido por los lectores modernos. No se trata de una traducción, como él mismo declara, de un libro que le suministró Walter, sino que es el tópico literario del "manuscrito encontrado", y no hubo original galés ni bretón. Sí posee fuentes, pero no una fuente única. Es en realidad una refundición y ensamblaje hábil de varios materiales: sobre todo el De Excidio et Conquestu Britanniae de Gildas, pero también la Historia ecclesiastica gentis Anglorum de Beda el Venerable y la Historia Brittonum atribuida a Nennius; utiliza asimismo las Crónicas de sus contemporáneos Guillermo de Malmesbury y Enrique de Huntingdon, diversas comunicaciones orales de Walter y de otros, el mundo clásico latino (Cicerón, Juvenal, Lucano, Apuleyo, Floro, Orosio, Estacio, Virgilio), la tradición bíblica, las leyendas autóctonas de origen romano y el folklore céltico galés que, por otra parte, inspira el De excidio Britanniae de Gildas.
Relata la historia británica desde el primer asentamiento por Bruto de Troya, descendiente del héroe troyano Eneas, hasta la muerte de Cadwaladr en el siglo VII, pasando por las invasiones de Julio César y las primeras versiones de la leyenda de El rey Lear y de la historia del rey Arturo. Ya se ha dicho que, aunque Godofredo de Monmouth advierte que su obra está basada en parte en un antiguo libro de Gales, pocos consideran cierta esta aseveración.
Más tarde, Godofredo de Monmouth escribió Vita Merlini (La vida de Merlín) en algún momento entre 1149 y 1151. Esta es la nueva versión de las antiguas tradiciones galesas sobre Myrddin.